# Histoire de l'Ombrie

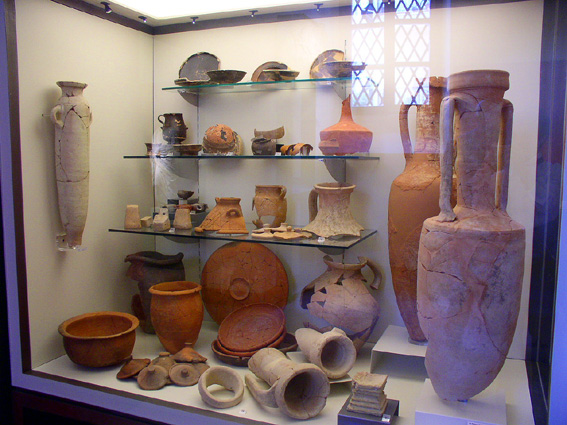
Vestiges conservés au musée archéologique de Terni.

L'histoire de l'Ombrie concerne les faits historiques relatifs à l'Ombrie, région de l'Italie centrale.

## Préhistoire
Des traces significatives d'implantations humaines remontant au Paléolithique et au Néolithique ont été découvertes en Ombrie, de nombreux vestiges et pièces archéologiques sont conservées dans divers musées dont les principaux sont ceux de Pérouse et de Terni.
Les strates fluviales du Chiascio et du Tibre, de la zone de Norcia et de localités sur les rives du lac Trasimène ont restitué des pointes de flèches et autres objets primitifs.
La statuette de bronze dite « venere del Trasimeno » (Venus de Trasimène) date du paléolithique supérieur et la tombe de Poggio Aquilino à Marsciano, près de Pérouse date du néolithique supérieur.
Dans les nécropoles de Monteleone di Spoleto, on trouve des sépultures à incinération de la période de transition entre l'âge du bronze et du fer.

## Histoire antique

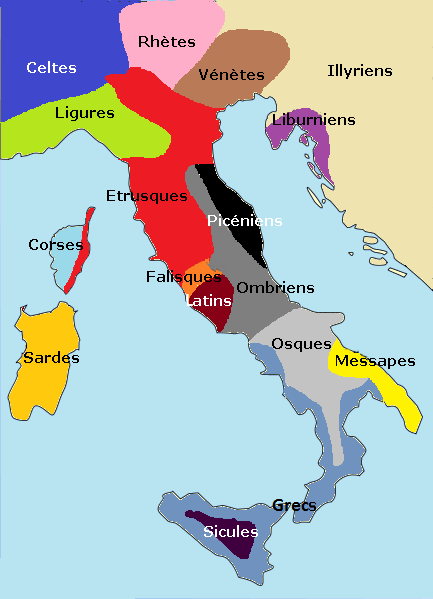
Les peuples dans la péninsule italienne à l'âge du fer

### Les Ombriens
Au IIe millénaire av. J.-C., une population de langue indo-européenne s'est établie dans une zone comprise entre la côte Adriatique jusqu'à Ravenne, le Tibre et la mer Tyrrhénienne, formant une « Grande Ombrie » correspondant à la Culture de Villanova. Les composantes de cette population, établies dans la zone avant l'arrivée des Étrusques, sont appelées Ombriens. Les Ombriens sont probablement à l'origine des Sabins et des Picéniens qui ont fondé diverses villes d'Ombrie dont beaucoup ont perduré jusqu'à nos jours :Amelia (Ameria), Assisi (Asisium), Bettona (Vettona), Città di Castello (Tifernum), Foligno (Fulkinion, o Fulginium), Gualdo Tadino (Tadinum), Gubbio (Ikuvium), Narni (Narnia Nahars), Nocera Umbra (Nuceria), Otricoli (Ocriculum), Perugia, Spoleto (Spoletium), Terni (Interamna Nahars), Todi (Tular).
À la suite de l'émergence de peuples limitrophes et de leur puissance militaire (les Sabins au sud, les Picéniens à l'est, les Étrusques à l'ouest et les Gaulois Sénons au nord-est) le territoire ombrien commença à rétrécir. Toute la partie occidentale correspondant à l'actuelle Toscane est perdue en premier, cédée aux Étrusques comme en témoignent les nombreuses nécropoles.
Les documents transmis par Strabon qui a vécu au temps d'Auguste et les Tables eugubines, rédigée au cours du IIIe et du Ier siècle av. J.-C., retrouvés à Gubbio et conservés au Palazzo dei Consoli, décrivent un peuple évolué et organisé en fédération de cités-États.
Pline l'Ancien estime que les Ombriens sont le plus ancien peuple d'Italie :

« La population ombrienne est estimée comme étant la plus ancienne d'Italie, on pense que les Ombriens étaient appelés « Ombrici » par les Grecs car ils auraient survécu aux pluies lorsque la terre a été inondée. Il est attesté que les Étrusques ont soumis trois cents cités ombriennes »

— Pline l'Ancien, Naturalis historia, III, 112-113, Umbrorum gens antiquissima Italiae existimatur, ut quos Ombrios a Graecis putent dictos, quod in inundatione terrarum imbribus superfuissent. Trecenta eorum oppida Tusci debellasse reperiuntur.

### Les Étrusques

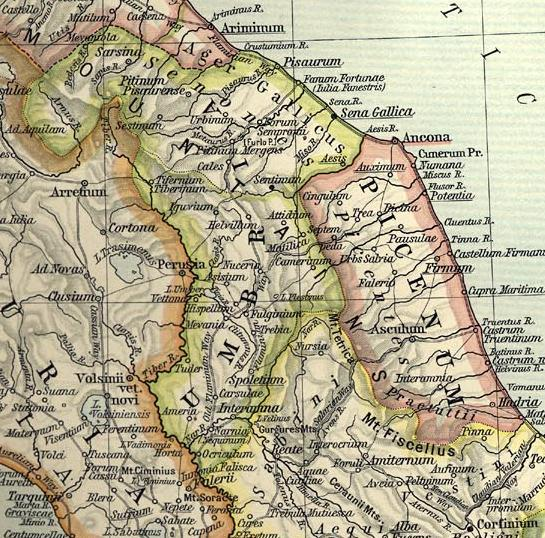
Carte Regio V Picenum et VI Umbria

L’Ombrie a connu une civilisation fortement influencée par les Étrusques qui ont occupé certaines parties de l'Ombrie actuelle à la droite du Tibre sur un territoire appelé « Etruria Tiberina ». Les témoignages de leur présence sont nombreux, Hérodote (Ve siècle av. J.-C.) explique en effet que les Étrusques se sont installés « en Ombrie ». À Pérouse (anciennement Perusia) on peut encore voir les murailles construites entre le IVe et le IIe siècle av. J.-C. et des tombes étrusques comme celle des Volumni San Manno et des Cai Cutu. À Orvieto, l'antique Volsinii étrusque, les vestiges archéologiques provenant de diverses nécropoles sont conservés au Museo Archeologico Statale. Sous les murs de la ville se trouvent les nécropole du Crucifix du Tuf et de Cannicella.
À proximité de la ville, dans un lieu non encore identifié appelé Fanum Voltumnae, se déroulaient annuellement les jeux des confédérations étrusques.
Pendant des siècles, les Ombriens et les Étrusques se sont durement combattus pour la suprématie régionale jusqu'à l'an 299 av. J.-C. quand les légions romaines entreprirent la conquête du territoire ombrien.

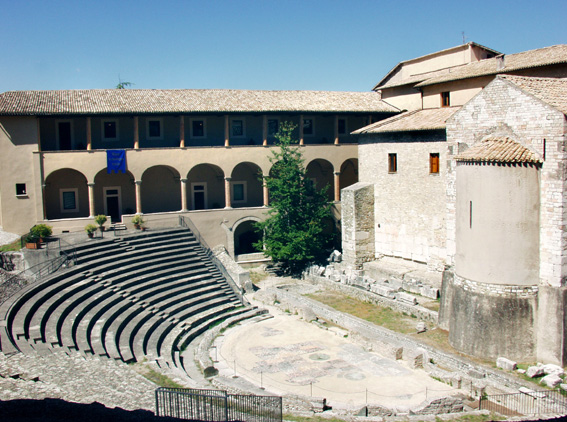
Spoleto,Le théâtre romain

### Les Romains
La civilisation de l'Ombrie connaît un inexorable déclin dès qu'elle est mise en contact avec la civilisation romaine.
La rivalité entre Ombriens et Étrusques contribue à favoriser la politique expansionniste de Rome qui après avoir occupé Narnia en 299 av. J.-C. et à la suite de la Bataille de Sentinum (295 av. J.-C.) où elle remporta une victoire sur une coalition composée de Samnites, Ombriens, Gaulois et Étrusques conquiert la région entière. À partir de ce moment-là les Ombriens deviennent des alliés fidèles des romains qui les considèrent comme des soldats d'élite composant le noyau dur de nombreuses légions romaines.
Les romains établissent de nombreuses colonies : Senigallia (Sena Gallica, 283 av J.-C.), Rimini (Ariminum, 268 av. J.-C.), Spoleto (Spoletium 241 av. J.-C.) et réalisent d'importants ouvrages: théâtres, temples, murs et routes comme la via Flaminia (220 av. J.-C.) reliant Rome et Rimini.
Pendant la deuxième guerre punique et l'invasion d'Hannibal, deux importantes batailles ont lieu en Ombrie :
- La bataille du lac Trasimène de 217 av.J.-C. , près de l'actuel Tuoro sul Trasimeno
- La bataille de Plestia, près de l'actuel Colfiorito, près de Foligno).

En 90 av. J.-C., les Ombriens obtiennent les mêmes droits administratifs et civils que ceux des Romains (« cives romani »).
Pendant la guerre civile entre Marc Antoine et Octave, Pérouse devient la dernière forteresse des supporteurs de Marc Antoine. Assiégée elle capitule et est détruite en 40 av. J.-C. et est finalement reconstruite sur ordre du même empereur Auguste.
Auguste, dans l'organisation administrative de l'Empire crée une région Regio VI Umbria qui néanmoins ne correspondait pas à l'actuelle Ombrie. En effet, les villes situées sur la rive droite du Tibre comme Pérouse et Orvieto étaient intégrées à l'Etruria (VII région) qui englobait aussi les territoires des zones plus septentrionales de Senigallia et de Rimini (Ager Gallicus) ainsi que celles situées sur la via Flaminia.
Pendant les Invasions barbares qui au Ve siècle touchèrent l'Empire romain d'Occident, l'Ombrie est le théâtre de nombreux conflits, exactions, famines et subit une forte décadence économique. Devant la débâcle guerrière, seules les instances ecclésiastiques qui sont implantées sur le territoire depuis la seconde moitié du IVe siècle essaient de contenir la situation dramatique en s'opposant pacifiquement aux envahisseurs au prix de nombreux martyrs, comme Herculan de Pérouse.

## Histoire médiévale et moderne

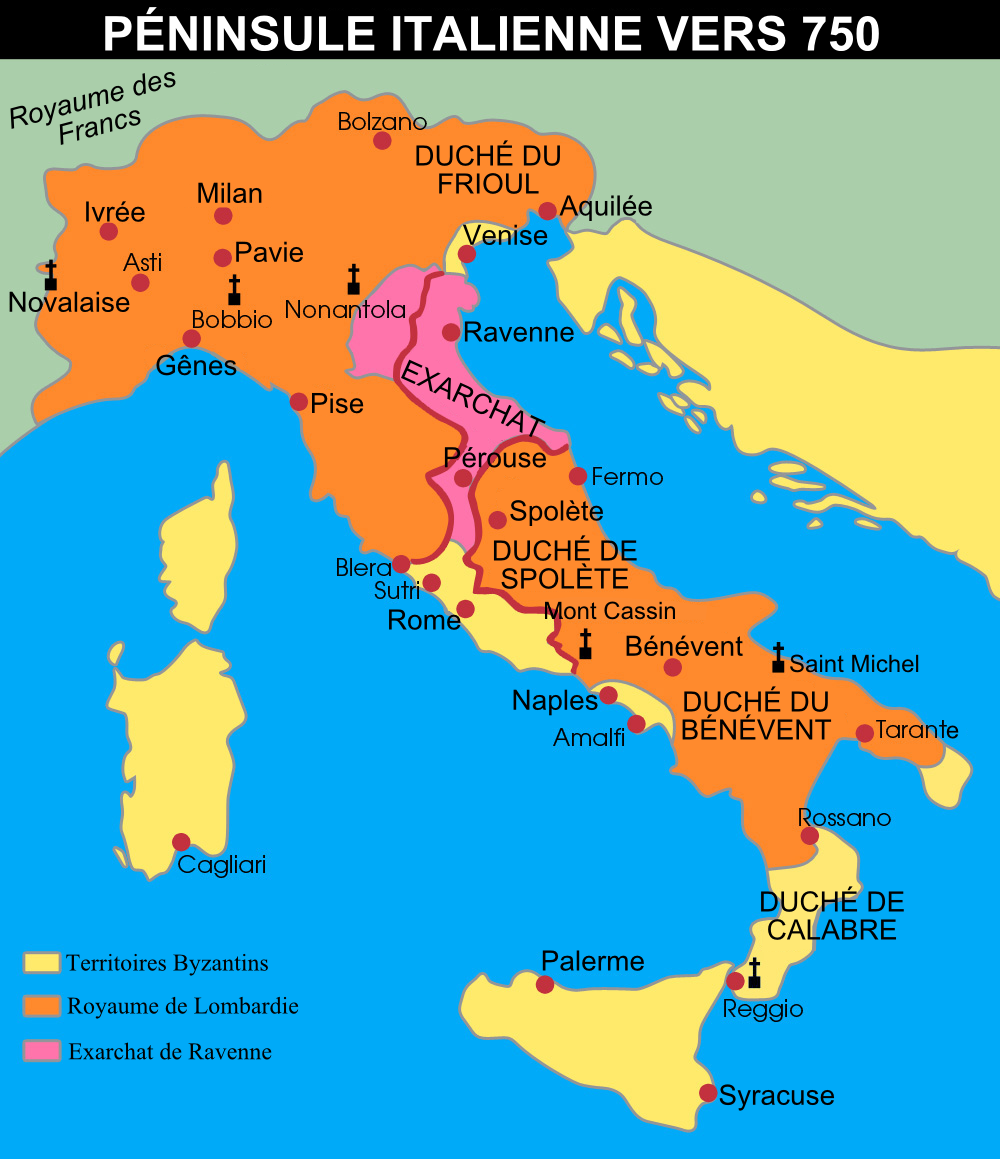
Péninsule Italienne vers l'an 750.

### Les Lombards
À la chute de l’empire romain (4 septembre 476), Barbares et Byzantins se partagent l’Ombrie en se livrant des guerres sanguinaires.
Le territoire subit les invasions barbares des Ostrogoths, des Byzantins puis des Lombards.
Le Christianisme s'est entre-temps diffusé en Ombrie et la région compte au Ve siècle 21 diocèses.
Les Ostrogoths de Totila, avant d'être défaits à Gualdo Tadino en 552 par les troupes du général byzantin Narsès, prennent Assise, détruisent Spoleto et assiègent Pérouse.
En 571 les Lombards, après avoir conquis la plaine du Pô, descendent les Apennins et atteignent l'Ombrie en 575 fondant le ducat de Spolète qui reste indépendant jusqu'en 1250. L'Ombrie se trouve divisée en deux blocs bien distincts : le ducat lombard et une longue et étroite bande appelée Corridoio bizantino (it): Byzance maintient comme possession une voie entre Rome et l'exarchat de Ravenne. les Lombards essaient vainement de conquérir Pérouse qui est le centre du système défensif et est gouvernée par un « esarca ».
Comme le duché de Spolète contrôle la via Flaminia, les liaisons entre Ravenne et Rome pendant un demi-siècle se font par un parcours alternatif le long de la Via Amerina (Rome, Nepi, Faleri, Amelia, Todi, Bettona, Pérouse), qui rejoint la via Flaminia à Scheggia, c'est-à-dire à l'extérieur du territoire Lombard.
Le « corridoio Bizantino » provoque l'isolement de la région en l'écartant des grands trafics commerciaux et des pèlerinages qui préfèrent emprunter les voies plus tranquilles du Latium et des Marches. En 774, avec la défaite de Didier de Lombardie par Charlemagne, les terres ombriennes sont intégrées aux royaumes francs et c'est Charlemagne qui cède ses domaines ombriens au Pape en maintenant néanmoins sur eux un « droit de suprématie » qui finira par déclencher une lutte entre le Saint-Empire romain germanique et l'Église catholique romaine pour le contrôle du territoire.

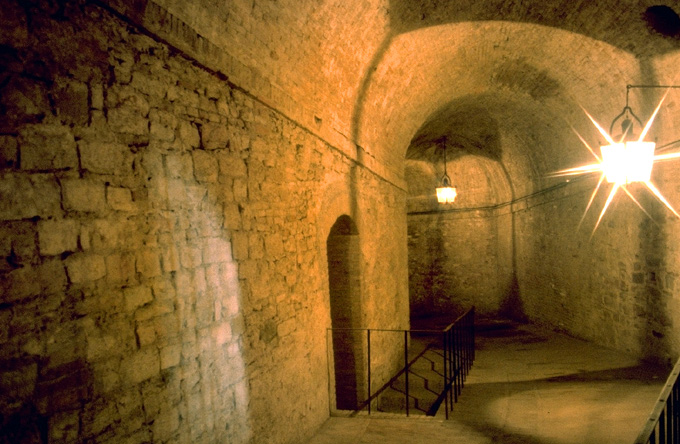
Pérouse, intérieur de la Rocca Paolina

### Communes et seigneuries

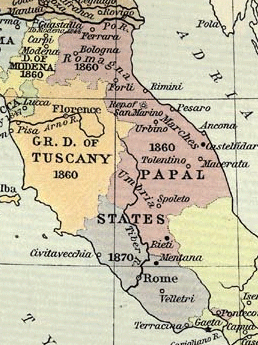
Carte des États pontificaux en 1870

Avec la fin de l'Empire de Charlemagne, l'autorité de la papauté se renforce et l'église annexe villes et territoires ombriens aux États pontificaux accordant aux évêques d'importants pouvoirs séculaires.
Les villes commencent néanmoins à réclamer plus d'autonomie et ainsi sont créées les premières « communes libres ».
Ces communes sont souvent en conflit entre elles pour des motifs territoriaux ou politiques. Aux Guelfes, partisans du pouvoir temporel du pape s'opposent les Gibelins, fidèles à l'empereur.
C'est pour ces raisons que Pérouse a été longtemps en conflit avec Assise et Foligno.
Au XIVe siècle, la naissance de la signoria correspond à la chute du système de gouvernement de la commune médiévale et à la montée de l'État dynastique. On assiste à la naissance de la signorie locales comme celles de Monaldeschi à Orvieto, Atti à Todi, les Vitelli à Città di Castello, les Gabrielli à Gubbio, les Anastasi et les Trinci à Foligno, et des Baglioni à Pérouse.
Les « signorie » se sont développées aussi au XVe siècle, néanmoins l'État pontifical depuis la seconde moitié du XIVe siècle réussit à rétablir son contrôle sur la région grâce à l'intervention politico-militaire du cardinal Gil Álvarez Carrillo de Albornoz, chargé de mettre de l'ordre dans les États pontificaux en vue du retour du Pape d'Avignon à Rome.
La plupart des villes d'Ombrie réussissent néanmoins à conserver leur liberté jusqu'au début du XVIe siècle tout en confirmant leur soumission formelle au Saint-Siège. En 1441 la partie septentrionale du territoire subit le détachement de Sansepolcro, cédé à Florence par le Pape Eugène IV.
À la fin du XIVe et début du XVe siècle la papauté mène une politique d'expansion en Ombrie qui culmine avec les actions militaires du pape Alexandre VI et de son fils César Borgia.

### La fin des autonomies municipales
À partir de la première moitié du XVIe siècle jusqu'à la fin du XVIIIe siècle, l'Ombrie reste « à la marge » de l'Histoire italienne à cause de la fin des autonomies municipales et de son asservissement à l'État papal.
Les villes de la région sont définitivement absorbées par les États pontificaux. En effet, les luttes intestines et l'échec de divers soulèvements contre la papauté favorisent la mise en place du pouvoir direct de la Papauté sur le territoire.
Pérouse en 1540 est le centre d'un soulèvement populaire contre les États pontificaux motivée par une taxe sur le sel. Cette révolte est durement réprimée par le pape Paul III qui rase les maisons des Baglioni sur lesquelles il fait ériger peu après la Rocca Paolina.
En 1564 à Terni les Banderari (it) représentants de petits bourgeois sont démis du Conseil communal provoquant une révolte populaire contre le clergé et la noblesse durement réprimée par les troupes papales du cardinal Monte Valenti.

## Renaissance ombrienne

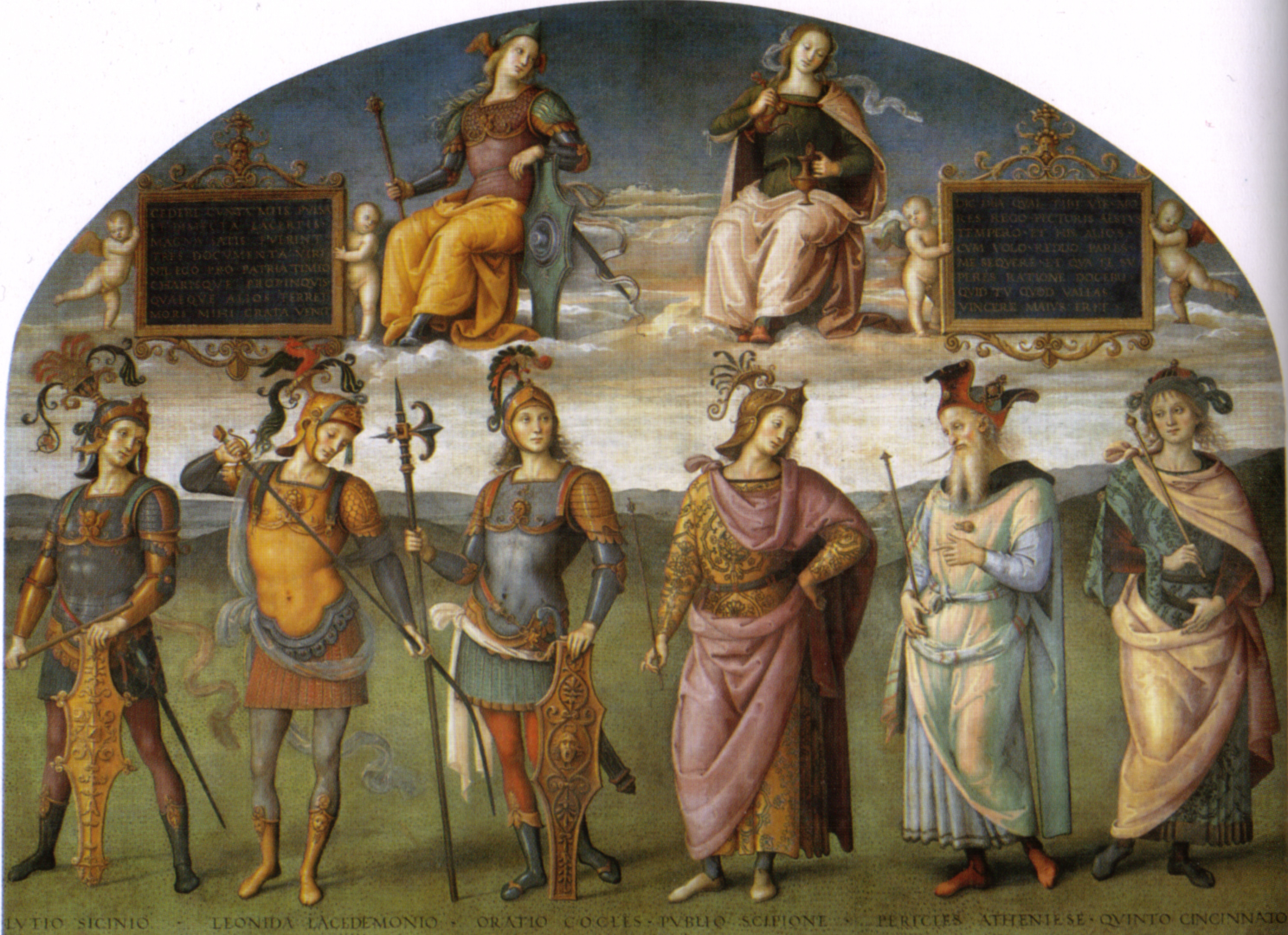
Le Pérugin, fresque
Sala delle Udienze del Collegio del Cambio (1498-1500)

L'art de la renaissance fait son apparition en Ombrie dans la première moitié de XVe siècle avec le séjour de quelques artistes florentins de premier rang qui réalisèrent et laissèrent leurs œuvres dans la région.
Néanmoins, ce n’est qu’à partir de la seconde moitié du siècle, par l’intermédiaire de la Renaissance à Urbino, que naît d’abord à Pérouse et ensuite dans d’autres localités une école artistique capable de développer un style caractéristique et indépendant.
Avec des artistes comme Le Pérugin Pinturicchio et Raphaël qui, bien que né à Urbino, est de formation ombrienne, le style ombrien se diffusa dans les plus actifs des centres artistiques de la péninsule.
À Florence comme à Rome les artistes ombriens ont un certain succès et contribuent de manière significative à la définition de la Maniera moderna, du Cinquecento.

## Histoire contemporaine

### La fin du pouvoir de l'église
Le Siècle des Lumières et la Révolution française de 1789 ont une importante influence en Ombrie avec l'apparition des premiers soulèvements populaires contre le pouvoir ecclésiastique.
Par deux fois l'église voit sa domination sur le territoire ombrien mise en cause : 
- Entre 1798 et 1799, les troupes françaises envahissent la région en l’annexant à la République romaine.
- Entre 1809 et 1814, la région devient un département de l'Empire napoléonien avec comme chef-lieu d'abord Foligno et ensuite Spoleto.

À la chute de Napoléon Ier et de son Empire en 1815, les États pontificaux reprennent possession de la région venant à bout des insurrections de Pérouse de 1848 et de 1859.
Au mois de septembre 1860, à la suite de l'entrée des troupes du piémontaises à Pérouse (14 septembre 1860), l'Ombrie est incorporée au royaume d'Italie.
La réunification est entérinée par un plébiscite au mois de novembre 1860.

### L'Ombrie et le royaume d'Italie
Au début, le territoire conserve l'ancienne repartition en six « circondari » (Pérouse, Orvieto, Spoleto, Foligno, Terni et Rieti), réunis en la province de Pérouse. En 1927 sont créées les provinces de Terni, née de l'union des arrondissements de Terni et d'Orvieto et de Rieti qui rejoint par la suite le Latium.
Pendant les décennies qui ont suivi l'unification italienne, les premières voies ferrées sont créées: En 1866 est complétée la voie Rome-Ancône, avec l'ouverture des gares de Terni, Spoleto et Foligno, ainsi que la Terontola-Pérouse.
Au cours des années 1870 - 1880 sont créées la Fabbrica d'Armi (« Fabrique d'armes »), encore active aujourd'hui et la Società degli Altiforni, Fonderie e Acciaierie (« Société des hauts-fourneaux, fonderies et acieries »), qui devient déjà à la fin du XIXe siècle une des principales entreprises sidérurgiques italienne. En 1889 est fondée la Banca di Perugia (« Banque de Pérouse »).
Au début du XXe siècle l'Ombrie possède une population de 675 352 habitants repartis sur une superficie de 9 709 km2. La forte pression démographique et la pauvreté sont à l'origine d'un phénomène migratoire qui atteint son apogée au cours de la première décennie du XXe siècle. Le niveau d'analphabétisme est très élevé et en 1911 49 % de la population régionale est encore concernée.

### Le Fascisme
L'Italie a très mal vécu le traité de Versailles, le manquement envers le pacte scellé provoque l'indignation italienne, de manière presque unanime et l'on parle de « victoire mutilée » car les Alliés n'ont pas respecté les promesses faites durant le conflit concernant l'attribution des territoires et cela favorise l'agitation nationaliste et l'ascension de Mussolini.
Sur la lancée du mécontentement créé par les difficultés économiques et sociales de l'après-guerre, on assiste en 1922 à la conquête du pouvoir par le fascisme.
Durant la Dictature Fasciste, l’Ombrie tombe aux mains des « gerarchi » fascistes malgré la résistance des partisans d'Aldo Capitini.

### La Seconde Guerre mondiale
Terni est la ville ombriennes la plus durement touchée. La présence d'un important centre industriel et d'aciéries en fait un objectif privilégié. La ville fait l'objet de 108 bombardements aériens anglo-américains qui causèrent plusieurs milliers de victimes civiles. La ville est décorée à la Valeur Militaire pour le sacrifice des populations et pour l'activité de la Résistance.
D'autre villes comme Foligno et Umbertide sont aussi durement touchées et des épisodes sauvages de répression des nazis-fascistes ont lieu en de nombreux endroits, comme à Gubbio où le 22 juin 1944 40 personnes sont assassinées.
Les nombreuses luttes des résistants ombriens leur valut de payer un lourd tribut : à Foligno plus de trois mille personnes furent déportées en Allemagne par les Nazis.
Pendant l'été 1944 l'avancée des troupes alliées le long de la péninsule italienne finit par attendre l'Ombrie. Les troupes de la Ve Armée américaine qui remontent la partie occidentale de la région et celle de la VIIIe Armée britannique qui avancent dans la partie orientale entre juin et juillet 1944 parviennent à libérer l'Ombrie.
Dates de libération des principales villes ombriennes : 
- 10 juin 1944 : Norcia,
- 13 juin 1944 : Narni et Terni,
- 14 juin 1944 : Orvieto,
- 15 juin 1944 : Spoleto,
- 16 juin 1944 : Foligno,
- 17 juin 1944 : Assise et Gualdo Tadino,
- 20 juin 1944 : Pérouse
- 30 juin 1944 : Castiglione del Lago,
- 22 juillet 1944 : Umbertide et Città di Castello,
- 25 juillet 1944 : Gubbio.

Dans certains cas comme à Terni et Foligno, les partisans précèdent les forces alliées.

## Sources
- (it) Cet article est partiellement ou en totalité issu de l’article de Wikipédia en italien intitulé « Storia dell'Umbria » (voir la liste des auteurs).